# Phaeodema mystacina
Phaeodema mystacina är en tvåvingeart som beskrevs av Aldrich 1934. Phaeodema mystacina ingår i släktet Phaeodema och familjen parasitflugor. Inga underarter finns listade i Catalogue of Life.